# 斯里蘭卡歷史
斯里兰卡的历史与更广泛的印度次大陆及周边地区的历史交织在一起，包括南亚、东南亚和印度洋地区。
在斯里兰卡岛上发现的最早的人类遗骸（巴蘭哥達人）可以追溯到大约35000年前。
原始历史时期大致在公元3世纪开始，基于《大史》、《島史》和《小史》等编年史。它們記錄了僧伽羅人從北印度遷入後的歷史。岛上最早的定居文件可以在这些编年史中找到。这些编年史涵盖了公元前6世纪檀巴潘尼王国建立以来的时期。第一个斯里兰卡的阿努拉德普勒国王槃陀迦阿巴耶，记录于公元前4世纪。佛教在公元前3世纪由摩哂陀（印度皇帝阿育王的儿子）引入。阿努拉德普勒王国的第一位泰米尔统治者伊拉羅是一名入侵者，记录于公元前2世纪。
在接下来的几个世纪中，该岛被分为无数个王国，短暫地（在993年-1077年之间）统一在朱羅统治下。斯里兰卡由从阿努拉德普勒到康提时期一共有181位君主统治。从16世纪开始，该国的一些沿海地区也受到葡萄牙、荷兰和英國的控制。在1597年至1658年之间，该岛的大部分地区都在葡萄牙统治之下。由于荷兰在八十年战争作出的干預，葡萄牙喪失了在锡兰的權益。在康提战争之后，该岛于1815年在英国统治下统一起来。在1818年的乌瓦叛乱和1848年的马特莱叛乱中发生了针对英国的武装起义。独立最终于1948年获得批准，但直到1972年该国仍然是大英帝国的自治領。
1972年，斯里兰卡成为共和国。1978年颁布了一部宪法，使执行总统成为国家元首。斯里兰卡内战始于1983年，其中包括1971年和1987年至1989年的武装青年起义，這場长达25年的内战于2009年结束。

## 早期历史
斯里兰卡最早的人類文化是巴蘭哥達遺址，巴蘭哥達人，大约在34000年前抵达该岛，并被确定为穴居的中石器时代狩猎采集文化。其中一些洞穴，包括着名的Batadombalena和法顯洞（當地人稱之為巴揚哥蘭洞，Pahiyangala）已经出土了许多由巴蘭哥達人製造的文物，这些人是目前已知目岛上最早的居民。
巴蘭哥達人可能在中部的山区创造了霍頓平原，因為燃烧树木来捕捉大型動物而產生。然而，在平原发现公元前15000年左右的燕麦和大麦表明农业早已在當时发展起来。
有很多細花崗岩工具（长约4厘米）、陶器、焦木的残余物和粘土埋葬罐可以追溯到中石器时代。最近在Varana Raja Maha vihara和Kalatuwawa地区的一个洞穴周围进行的挖掘中发现了可追溯到公元前6000年的人类遗骸。
肉桂原产于斯里兰卡，早在公元前1500年就在古埃及被发现，这表明埃及与该岛居民之间的早期贸易。聖經中的“塔爾西什（Tarshish）”可能位于岛上。詹姆斯·愛默生·坦能（James Emerson Tennent）把加勒識別為塔爾西什。
原始的早期铁器时代似乎至少早在公元前1200年已经在南印度建立了，如果不是更早的话。斯里蘭卡進入該时代的最早時間被碳測為大約公元前1000年-前800年，在锡努瑞亚的阿努拉德普勒和阿里加拉的掩蔽處。进一步的调查很可能会推翻斯里兰卡的最早時間而與南印度看齊。
斯里兰卡铁器时代开始的考古证据可以在阿努拉德普勒找到，那里在公元前900年之前建立了一个大型城市定居点。该城在公元前900年佔地约15公顷，但到公元前700年，它已扩大到50公顷。在錫吉里耶的阿里加拉附近也发现了同一时期的类似地点。
被称为維達人的狩猎采集者仍然居住在该岛的中部，乌瓦和东北部，可能是第一批居民巴蘭哥達人的直系后裔。在人类从非洲传播到印度次大陆的时候，他们可能已经从大陆迁移到岛上。
公元前500年左右，印度雅利安移民发展出独特的水力文明——僧伽罗。成就包括建造古代世界最大的水库和水坝以及巨大的金字塔式窣堵坡（僧伽罗语中的Dāgaba）建筑。这一阶段的斯里兰卡文化可能已经顯示出早期佛教的傳入。
在佛经中记载的早期神话历史是指佛陀三次访问斯里兰卡岛去參見那伽王，那伽是印度神話中的蛇神，可以随意化為人类。
岛上最早的编年史，《島史》和《大史》说，在毘闍耶迁入之前，岛上居住了夜叉（崇拜鬼的人）、那伽（崇拜蛇的人）和提婆（崇拜神的人）的部落。
在阿努拉德普勒发现了带有婆羅米文和非婆羅米文的陶器，可以追溯到公元前600年——这是该字體中最古老的例子之一。

## 前阿努拉德普拉时期（公元前543年–前377年）

### 印度雅利安人的遷入
巴利文的编年史，《島史》、《大史》、《舍利塔史》和《小史》，以及大量的石刻、印度史書、缅甸版的编年史等，提供了由大概公元前6世纪開始有关斯里兰卡历史的信息。
《大史》，由僧侣摩訶那摩在公元400年左右写成，使用《島史》、《義注》和其他可用的书面资料，与印度历史相关。事实上，阿育王皇帝的统治记录是來自《大史》的。在佛陀去世218年之后，阿育王加冕之前的《大史》叙述似乎是传奇的一部分。正式的历史记录始于毘闍耶（Vijaya）及其700名追随者的到来。 H. W. Codrington说道，“毘闍耶（“征服者”）有可能，甚至很可能本身就是包括他的隨從的一个复合人物......两次征服”古代斯里兰卡。毘闍耶是印度王子，国王辛哈巴胡（Sinhabahu，“狮之臂”）和他的妹妹辛哈希瓦莉（Sinhasivali）的长子。这兩位僧伽罗族领导人都是由狮子和人类公主之间的神话結合而诞生的。《大史》声称毘闍耶降生与佛陀的死亡是同一天。毘闍耶和库维尼（Kuveni，当地的统治女王）的故事让人想起希腊传说，并可能與古代原始印欧语系民间故事有共同的来源。
根据《大史》的说法，毘闍耶在Mahathitha（曼塞或馬納爾）附近登陸斯里兰卡，并命名此島為Thambaparni（“铜色沙子”）。这个名字在托勒密的古代世界地图中得到了证实。《大史》还記述了佛陀三次访问斯里兰卡。第一次，是要停止那伽国王和他的儿子為了一張红宝石椅子而爆發的战争。据说，在他最后一次访问时，他在聖足山（Siri Pada，“亞當峰”）上留下了他的足迹。
Tamirabharani是斯里兰卡第二长河的旧名称（在僧伽罗语中称为馬爾瓦杜河，在泰米尔语中称为阿魯維阿魯河）。这条河是连接首都阿努拉德普勒和Mahathitha（现在的馬納爾）的主要補給线。这条水路被希腊和中国船只在南部丝绸之路上使用。
Mahathitha是一个古老的港口，连接斯里兰卡与印度和波斯湾。
今天的僧伽羅族是印度雅利安人和土著人的混血。根據印度雅利安語言、文化、上座部佛教、基因遺傳及體型，僧伽罗人被視為獨立於邻近南印度其他族群的民族。

## 阿努拉德普拉时期（公元前377年–1017年）
在阿努拉德普勒王国早期，经济以农业为基础，而早期的定居点主要在东部、中北部和东北部的河流附近，这些地区的水量可滿足全年的耕作。国王是国家的统治者，负责法律、军队，并且是信仰的保衛者。國王天愛帝須（公元前250-210）是僧伽罗人，是孔雀家族國王的朋友。他与阿育王的联系促成了公元前247年左右摩哂陀（阿育王的儿子）引入佛教。僧伽蜜多（摩哂陀的姐妹）經港口贍菩拘羅缽多那（Jambukolapattana，坎凱桑圖賴港西面）带来了一棵菩提樹树苗。这位国王的政職对上座部佛教和斯里兰卡來說至关重要。

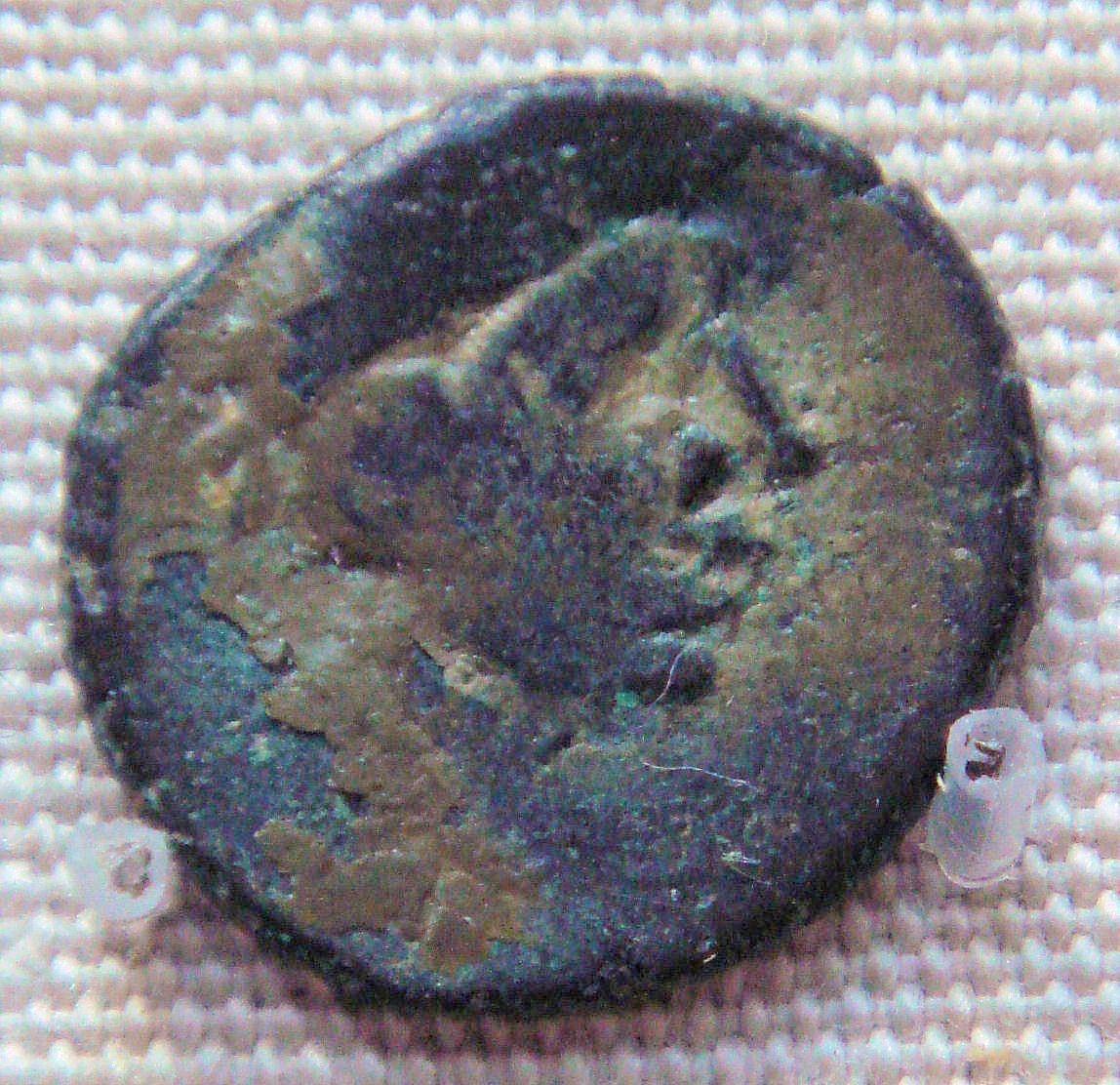
斯里兰卡仿制罗马銅币，4-8世纪。

伊拉羅（公元前205年-前161年）是一名泰米尔国王，在杀死阿犀羅国王後统治了“Pihiti Rata”（斯里兰卡馬哈威利河以北地区）。在伊拉羅时期，Kelani Tissa是摩耶羅陀地区（島嶼西南部）的次王，迦梵帝須是羅訶那地区（島嶼东南部）的次王。迦梵帝須在塞露維拉（Seruvila）建造了帝须大寺，提迦婆畢水塘和许多神社。杜圖珈摩奴（公元前161年-前137年），国王迦梵帝須的长子，25岁时在《大史》中記載的单一战斗中击败了南印度泰米尔入侵者伊拉羅（年过64岁）。由杜圖珈摩奴國王建造的魯萬韋利薩亞舍利塔是一个金字塔式比例的窣堵坡，被认为是一个工程奇迹。
布羅訶陀是達羅毗荼五王中的第一个，被巴喜耶廢黜。而巴喜耶反过来被波那耶摩羅罢免，后者又被毗羅耶摩羅罢免，在公元前88年他又被達提迦谋杀。玛拉被伐羅甘巴忽一世（公元前89年-前77年）罢免，泰米尔人的统治结束了。大寺派（Mahavihara）與無畏山派（Abhayagiri，“亲大乘”）的教义纠纷此时出现了。《三藏》是於馬特萊阿鲁威哈拉石窟寺以巴利語編成的。鳩羅那迦（公元前63-51），一名大寺派國王，被他的配偶阿奴羅毒害，后者成为女王。阿奴羅女王（公元前48-44），鳩羅那迦和俱陀帝沙的遗孀，是兰卡的第一位女王。她有很多被她毒死的戀人，並被俱達迦那帝沙杀死。伐沙波（67年-111年），著名於Vallipuram的金片刻文，加强了阿努拉德普勒并建造了11個水塘，以及发布了许多法令。伽闍巴忽一世（114年-136年）入侵了朱羅王国并带回了俘虏，以及恢复聖物佛牙。
一本商堪（Sangam）时期的经典，《玛尼梅格莱》，将第一个帕拉瓦國王的起源归因于奈纳岛的那伽王女儿Pilli Valai（Pilivalai）和朱羅国王Killivalavan之间的私通，其交合使一位王子出生，他在沉船中失踪並被发现他的脚踝周围有一條紅瓜（Tondai）的树枝（pallava），因此被命名为Tondai-man。另一个版本称“帕拉瓦”出生于婆罗门馬嘶与一位那伽公主的联合，据说在巴赫尔板块的第六节中也支持这一点，其中称“由馬嘶誕下的国王名为帕拉瓦”。

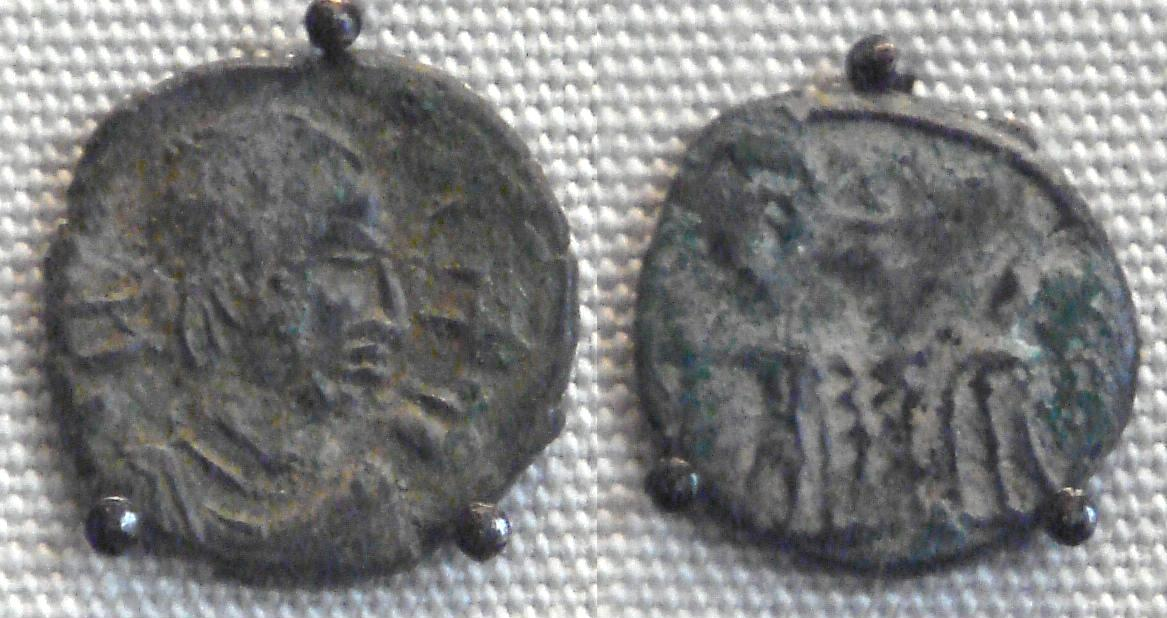
斯里兰卡仿制的4世纪罗马硬币，4-8世纪。

罗马与古代泰米尔国家（现今的印度南部）和斯里兰卡进行了龐大的贸易，建立了贸易定居点，这些定居点在西罗马帝国灭亡后仍然存在很长时间。
在摩訶舍那统治期间（274年-301年），上座部（Maha Vihara）受到迫害，佛教的大乘佛教分支抬頭。后来的国王回歸上座部。般度（429年）是七个潘地亞统治者中的第一个，结束於455年的毗帝耶。達都舍那（459年-477年）和他的儿子迦葉波（477年-495年）建造了着名的錫吉里耶岩石宫殿，其中大約700幅岩石塗鴉讓人瞥見了古老的僧伽羅語。
衰亡
993年，朱羅國王羅茶羅乍派遣了一支大型的朱羅军队，征服了阿努拉德普勒王国北部，并将其併入朱羅帝国。随后在他的儿子拉真陀羅·朱羅统治期间，整个或大部分岛屿被征服并成为龐大的朱羅帝国的一个省。

## 波隆纳鲁瓦时期（1056年–1232年）
波隆纳鲁瓦王国是斯里兰卡第二個主要僧伽罗王国。它由1055年維闍耶巴忽一世持续到1212年梨羅伐帝女王。波罗纳鲁瓦王国是在阿拉德拉普拉王国被羅茶羅乍一世的朱羅軍队入侵並使羅訶那地區獨立成王國後形成的，僧伽罗国王在朱羅占领期间统治了该王国。
衰亡
潘地亞國王賈塔瓦曼·桑達拉·潘迪安一世（Sadayavarman Sundara Pandyan I）在13世纪入侵斯里兰卡，并击败了斯里兰卡北部賈夫納王國的篡奪者錢德拉巴杜（Chandrabanu）。賈塔瓦曼·桑達拉·潘迪安一世强迫錢德拉巴杜服从潘地亞人统治并向潘地亞王朝效忠。但后来当錢德拉巴杜变得足够强大时，他再次入侵了僧伽羅王国，但他被賈塔瓦曼·桑達拉·潘迪安一世的兄弟維拉·潘迪安一世（Veera Pandyan I）击败，而錢德拉巴杜就此死去。潘地亞王朝在贾夫纳王国開國君主摩伽的领导下，第三次入侵斯里兰卡。

## 過渡時期（1232年–1505年）

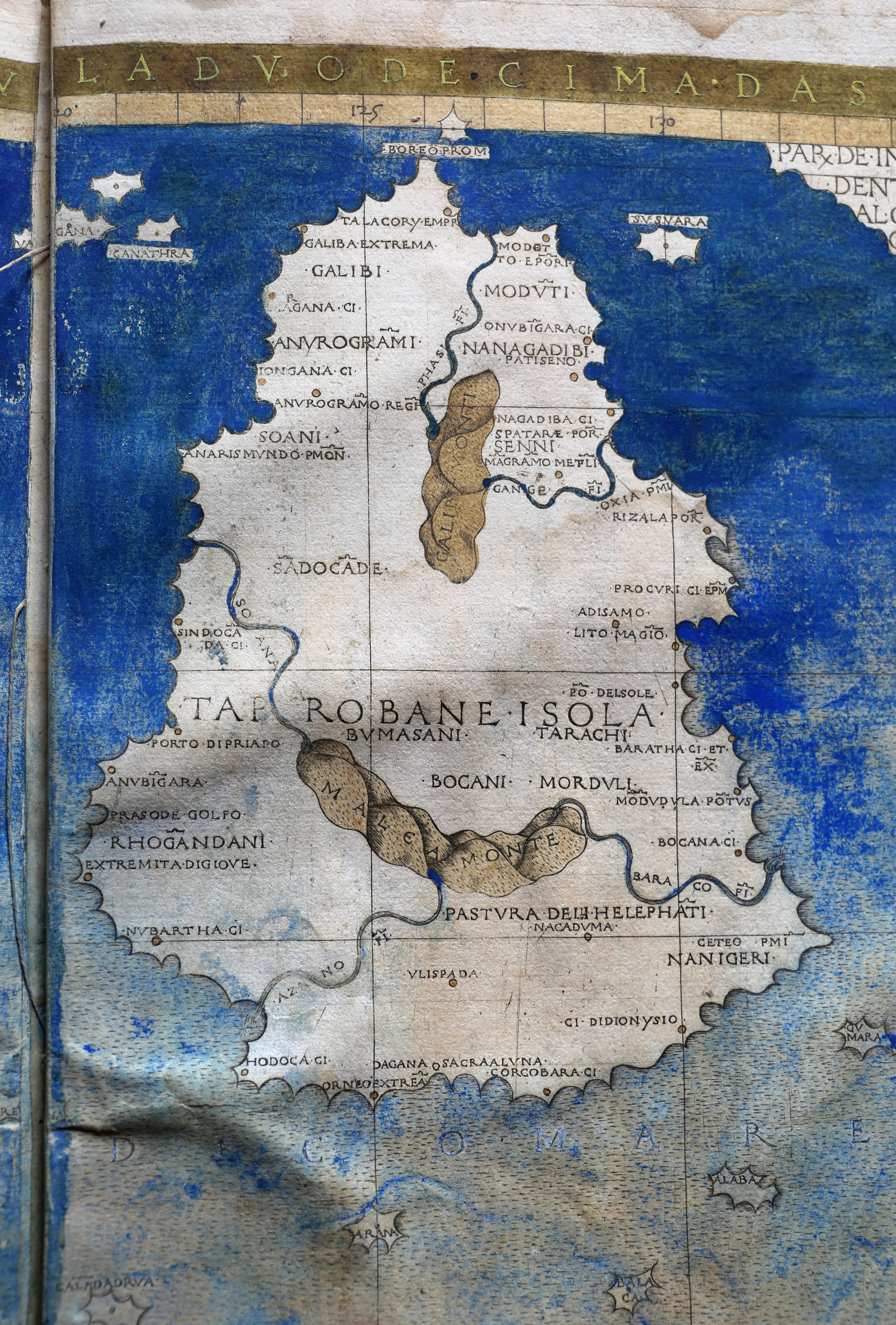
錫蘭托勒密地圖（1482年）

### 賈夫納王國
一個位於賈夫納半島的王國，當地在古代被稱為Naga Deepa。

### 檀巴德尼耶王國
擊敗卡林加·瑪格哈三世（潘地亞統治者）之後，國王波羅迦摩巴忽在檀巴德尼耶建立了自己的王國。他在檀巴德尼耶建造了佛牙寺。

### 甘波羅王國
由波羅迦摩巴忽五世建立。當時，穆斯林旅行家兼地理學家伊本·巴圖塔來到斯里蘭卡並寫了一本關於當地的書。加達拉德尼亞寺就是建造於甘波羅王國時期的主要建築。蘭卡提拉卡寺（Lankatilaka Viharaya）也是興建在甘波羅的主要建築。

### 科提王國
在贏得戰鬥之後，波羅迦摩巴忽六世派出軍官阿拉加科納爾去檢查新建立的科提王國。1521年，維闍耶巴忽六世被他的三個兒子殺害，三個兒子瓜分了國家，使其分裂為三個王國。

### 悉多伐伽王國
悉多伐伽王國在葡萄牙時代持續了很短的時間。

### 梵尼酋邦
梵尼族是泰米爾人的分支，曾經統治北斯里蘭卡的賈夫納半島以南地區，長期作為賈夫納王國與僧伽羅王國的緩衝地帶。1802年，梵尼族國王與康提納亞克王朝聯合對抗荷蘭和英國殖民統治，一度把穆萊蒂武和北斯里蘭卡其他梵尼族地區從荷蘭解放出來。1803年，梵尼族國王被英國打敗，梵尼族地區落入英國統治。

## 十六世紀危機（1505年–1594年）

### 葡萄牙介入

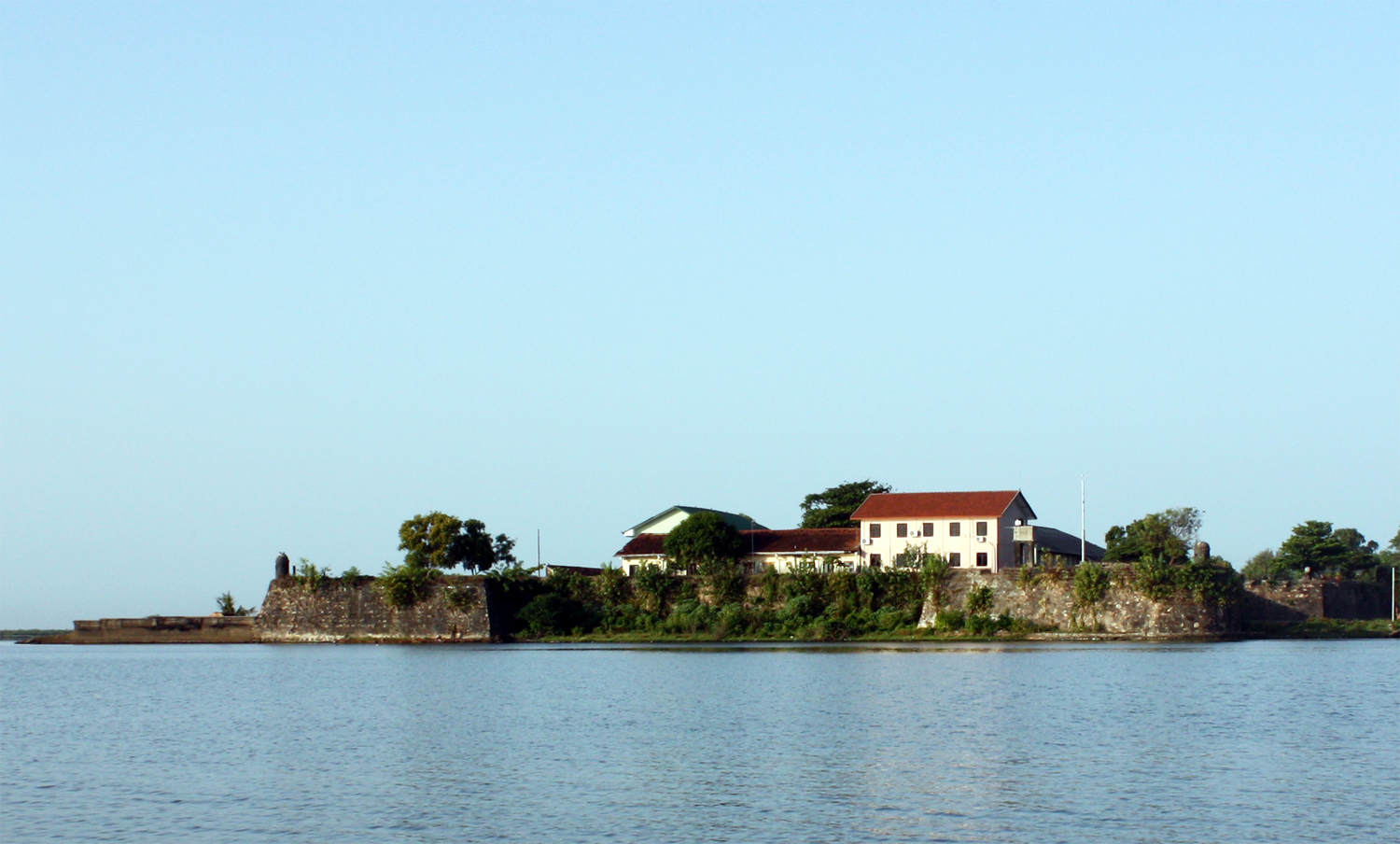
東部省巴提卡洛阿的葡萄牙（後來的荷蘭）堡壘，建於16世紀。

最早访问斯里兰卡的欧洲人是葡萄牙人：洛倫索·德·阿爾梅達（Lourenço de Almeida）於1505年到來並發現斯里兰卡處於七國割據局面，無能力對抗外敵入侵。接著就在1517年，葡萄牙人在港口科伦坡建立了一个据点，逐漸把他們的統治扩大到沿海地区。1592年，僧伽罗人将他们的首都搬至内陆的康提，一個更安全地抵禦入侵者攻擊的位置。間歇的戰爭持續到16世紀。
許多低地僧伽羅人因為葡萄牙帶來的傳教運動而改信基督教，而沿岸地區的摩爾人因為宗教迫害而逃入中央高地。佔多數的佛教徒不喜歡葡萄牙的佔領及其影響，所以歡迎任何可能營救他們的勢力。當荷蘭隊長約里斯·範·斯皮爾貝爾亨（Joris van Spilbergen）在1602年登陸時，康提國王向他尋求幫助。

### 荷蘭介入
康提国王羅闍辛伽二世于1638年与荷兰签订了一个条约，以此来摆脫控制了島上多數沿岸地區的葡萄牙。主要的條款是荷兰要交還奪得的沿岸地區給康提国王，作為回報，荷兰擁有全島的貿易壟斷。雙方都違反了這個協議。荷蘭於1656年佔領了科倫坡，並於1658年佔領了賈夫納帕特南附近的最後一個葡萄牙據點。到1660年，他們控制了除內陸的康提王國以外的整個島嶼。荷蘭（新教國家）迫害著天主教徒和其餘葡萄牙定居者，而佛教徒、印度教徒和穆斯林就不受影響。然而，荷蘭向當地人徵收的稅收比葡萄牙重得多。
荷屬錫蘭時期的遺產是荷蘭保加族（Burgher），荷蘭人與當地人的混血。1883年，錫蘭首席大法官理查德·奧特利爵士對錫蘭的保加族作出了更後期的定義。

## 康提時期（1594年–1815年）
葡萄牙入侵後，康納普·班達拉（國王維摩羅·達摩·蘇利耶一世）機智地打勝仗並成為康提王國第一位國王。他建造了佛牙寺。王國隨著1832年國王悉利·維迦摩·羅闍悉訶的逝世而滅亡。王朝結束後, 斯里蘭卡受印度婆羅門教影響的種姓制度亦隨之結束。

## 殖民时期（1815年–1948年）

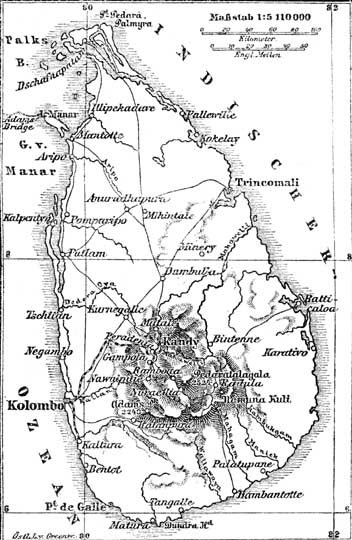
19世紀末德國的錫蘭地圖。

在拿破仑战争期间，由于担心法国控制荷兰会使斯里兰卡归于法国，英国人于1796年輕易地控制了海岸地区。1802年，《亞眠和約》正式将荷屬锡兰割让給英国，成為其皇冠屬地。1803年，英国在第一次康提战争中侵入康提王国，但是最后被击退。1815年，康提王国在第二次康提战争后被占领。最終斯里兰卡的独立结束了。
在平定烏瓦叛亂之後，藉著1840年第12號《官方土地（侵占）條例》（有時稱為《官方土地條例》或《荒地條例》），現代化的圈地運動，康提農民被剝奪了土地，淪為貧民。英國人發現斯里蘭卡的高地非常適合種植咖啡、茶和橡膠。到19世紀中葉，錫蘭茶已成為英國市場的主宰，為少數白茶種植者帶來了巨大的財富。種植者從印度南部輸入大量泰米爾人作為契約勞工來為這些莊園工作，使泰米爾人很快就佔了該島人口的10％。這些工人必須在像奴隸一樣的條件下工作，住在棚房裡，與牛棚沒有太大區別。
英國殖民者較喜愛半歐洲血統的保加人、某些高種姓的僧伽羅人和主要集中在該國北部的泰米爾人。儘管如此，英國人還是在斯里蘭卡歷史上首次引入了民主元素，早在1833年，保加族就獲得了適度自治。直到1909年，憲法才開始發展，引入只有局部選舉產生的議會，直到1920年，選舉產生的議員人數才超過官守議員的人數。1931年，當地引入了普選制，僧伽羅人、泰米爾人和保加人精英作出抗議，反對允許普通民眾投票。

### 獨立運動
錫蘭國民議會（Ceylon National Congress，CNC）成立之初是為了爭取更大的自治權，然而民族與種姓矛盾很怏就使該黨分裂。有歷史學家指出，使該黨分裂的元兇之一，是錫蘭泰米爾人不願意接受少數民族的身份。錫蘭國民議會並不尋求獨立（或“Swaraj”）。所謂的獨立運動分成兩派：憲政派主張和平演變，讓錫蘭地位逐漸改變而走向獨立；激進派與科倫坡青年團（Colombo Youth League）、古納辛格工運（Labour movement of Goonasinghe）和賈夫納青年議會（Jaffna Youth Congress）有關，這些組織是第一批發出獨立呼聲的，跟隨印度1926年訪問了錫蘭的賈瓦哈拉爾·尼赫魯、沙拉金尼·奈都和其他印度人物的步伐。憲政派的努力促成了1931年多諾莫爾憲法委員會（Donoughmore Commission）的改革，以及索爾伯里委員會（Soulbury Commission）的建議，它基本上維持了1944年由唐·斯蒂芬·森納那亞克領導的部長理事會提出的憲法草案。奉行共產主義的蘭卡平等社會黨（LSSP）於1935年從青年議會分出來，把要求完全獨立的要求作為其政策的基石。該黨的國務院代表N.M. Perera和菲利普·古納瓦德納（Philip Gunawardena），在這次鬥爭中獲得其他不那麼激進的成員，例如科爾文·德·席爾瓦（Celvin R. De Silva）、萊斯利·古尼沃德（Leslie Goonewardene）、薇薇安·古尼沃德（Vivienne Goonewardene）、埃德蒙·薩馬基迪（Edmund Samarkody）和內塔·艾耶（Natesa Iyer）的幫助。他們還要求僧伽羅語和泰米爾語取代英語作為官方語言。這個左翼團體只是一小部分人，但英國政府對他們懷有極大的興趣，皆因無法激發民眾去向英國統治者起義抵抗，將導致某些流血事件而讓獨立推遲。1950年代發表的英國國家文件顯示，左翼運動對殖民局的決策者產生了非常不利的影響。
索爾伯里委員會是1930年代鼓動憲法改革的最重要結果。當時，泰米爾人組織由G·G·蓬納巴拉領導，他拒絕了“錫蘭人身份”。蓬納巴拉聲稱自己是“驕傲的達羅毗荼人”並宣布泰米爾人具有獨立的身份。他攻擊僧伽羅人並抨擊他們的史書《大史》。一場位於纳沃勒皮蒂耶（Nawalapitiya）的這種衝突引發了1939年第一次僧伽羅人-泰米爾人暴動。蓬納巴拉反對普選，支持種姓制度，並聲稱要保護少數民族的權利，要求少數民族（1931年佔人口的35％）在議會中享有與僧伽羅人（佔人口的65％）相同的席位數目。這種“50-50”或“平衡代表制”政策成為當時泰米爾政治的標誌。蓬納巴拉還指責英國人在“傳統泰米爾人地區”建立了殖民地，並通過《佛教临时法》向佛教徒傾斜。索爾伯里委員會拒絕了蓬納巴拉的意見，甚至批評他所謂不可接受的公共品格。僧伽羅人作家指出，泰米爾人大量移民到南部城市中心，特別是在賈夫納-科倫坡鐵路通車後。同時，森納那亞克、Baron Jayatilleke、奧利弗·岡納提萊克（Oliver Gunatilleke）等人遊說索爾伯里委員會，但沒有正式與他們對抗。這些非官方的意見包含了後來成為1944年憲法草案的內容。
森納那亞克政府與戰時英國政府的緊密合作促成了路易斯·蒙巴頓勳爵的支持。歷史學家認為，他向殖民局發送的支持錫蘭獨立的電報幫助了森納那亞克政府確保斯里蘭卡的獨立。與英國人的精明合作以及將戰爭市場的需求轉移到錫蘭市場作為奧利弗·岡納提萊克管理的補給點，也為新獨立的政府帶來了非常有利的財政狀況。

### 第二次世界大戰
斯里蘭卡是第二次世界大戰期間英國抵抗日本的前線基地。提出反戰的左翼份子和親獨立的蘭卡平等社會黨首領遭到殖民當局逮捕。1942年4月5日，印度洋空襲，日本海軍轟炸了科倫坡。日本的襲擊把一直主宰著當地商業的印度商人嚇走，為森納那亞克政府消除了主要的政治危機。左翼領袖亦逃往了印度，他們會在當地參與獨立鬥爭。錫蘭的獨立運動微不足道，僅限於受英語教育的知識分子和工會，主要是在市中心。這些團體由菲利普的兄弟羅伯特·古納瓦德納（Robert Gunawardena）領導。與這種“英雄主義”但無效的方式形成鮮明對比的是，面對戰爭，森納那亞克政府利用這一優勢與統治精英進一步融洽。錫蘭在戰爭中對大英帝國至關重要，路易斯·蒙巴頓勳爵將科倫坡用作東部戰區的總部。奧利弗·岡納提萊克成功開發了該國橡膠和其他農產品的市場，以補充國庫。儘管如此，僧伽羅人繼續爭取獨立和主權，利用戰爭提供的機會推動與英國建立特殊關係。
同時，左翼份子把這場戰爭視為帝國主義者的邊秀，並希望進行無產階級革命，選擇一條與他們微不足道的戰鬥力量不成比例的煽動之路，並堅決反對森納那亞克和其他僧伽羅人領袖的“憲政派”態度。科科斯群島上有一個錫蘭人小駐軍，他們譁變反對英國統治。據稱，蘭卡平等社會黨在事件中發揮了一定作用，儘管這還不清楚。其中有三名參與者是第二次世界大戰期間唯一因叛變而被槍殺的英國殖民地屬員。
執政黨有兩名成員，朱尼厄斯·理查德·賈亞瓦爾德納和達德利·森納那亞克与日本交好，以共同對抗英國。新加坡和馬來西亞的斯里蘭卡人組成了反英印度國民軍的“蘭卡團”。
在斯蒂芬·森納那亞克領導下的憲政派成功贏得獨立。索爾伯里憲法本質上是森納那亞克的部長理事會在1944年起草的憲法。殖民局已經賦予了自治領地位和獨立本身的希望。

### 獨立
僧伽羅人領袖唐·斯蒂芬·森納那亞克因為獨立這項爭議而離開了錫蘭國民議會，雖然真實原因更為含蓄。最終他於1946年創立了統一國民黨（UNP），當時在索爾伯里委員會幕後遊說的基礎上，商定了新憲法。在1947年的選舉中，統一國民黨贏得了議會的少數席位，然而他成功與僧伽羅大委員會（Sinhala Maha Sabha Party）和泰米爾議會（Tamil Congress）湊出一個聯盟。泰米爾共產主義領導人蓬納巴拉及其僧伽羅人同伴班達拉奈克的成功入選，是森納那亞克的一項傑出的政治平衡舉動。蓬納巴拉轉為溫和派之後，衍生出泰米爾民族主義的權力真空，為泰米爾聯邦黨（Tamil Arasu Kachchi）打開了大門，它是泰米爾主權組織，由基督教牧師的兒子S. J. V. Chelvanaykam領導。

## 独立后

### 自治領
斯里兰卡于1948年2月4日成为英国的自治领，在與英國簽訂了軍事條約之後。因為武裝部隊的高層最初是英國人，而英國的空軍和海軍基地仍然完好無損。後來提高為獨立，森納那亞克成為斯里蘭卡第一位總理。1949年，在錫蘭泰米爾人領袖的同意下，統一國民黨政府解除了印度泰米爾人種植園工人的契約。這就是森納那亞克必須付出的代價才能獲得康提僧伽羅人的支持，他們感到受到茶園人口的威脅，“印度泰米爾人”的加入將意味著康提領導人的選舉失敗。森納那亞克於1952年墜馬身亡，他的兒子，時任農業部長達德利·森納那亞克接替了他。1953年，他在左翼政黨發動的，針對統一國民黨的大罷工（“Hartal”）之後退任。接任的是約翰·科特拉瓦拉，老政治家和達德利·森納那亞克的叔叔。科特拉瓦拉沒有唐·斯蒂芬·森納那亞克的巨大個人聲望和敏銳的政治敏銳度。他把森納那亞克巧妙地保留在後面的國語問題放在首位，通過就僧伽羅語和泰米爾語的官方語言地位規定了相互矛盾的政策，引起了泰米爾人和僧伽羅人的不滿。他還因為攻擊活躍在政治上，支持班達拉奈克的佛教僧侶，而激怒了佛教遊說者。
1956年，參議院被廢除，僧伽羅語被確立為官方語言，泰米爾語為第二語言。倫敦樞密院司法委員會的上訴被取消，種植園被國有化，以履行馬克思主義計劃的選舉承諾，並“防止民企的持續投資減少”。
1956年，《僧迦羅唯一法案》生效。這使到僧伽羅語成為商業及教育的優先和喜好語言。該法案很快就實施了。結果大量的人，主要是保加人，因為覺得受到歧視而離開了斯里蘭卡，移居外國。
由於政府的語言政策直接導致了1958年僧伽羅人和泰米爾人之間的首次重大騷亂在科倫坡爆發。

### 共和國
1972年5月22日，斯里兰卡社会主义共和国建立。到了1977年，市民已經厭倦了班達拉奈克的社會主義政策，在選舉中讓承諾要實行市場經濟並“免費配給8 Seer（千克）穀物”的朱尼厄斯·理查德·賈亞瓦爾德納領導下的統一國民黨重新執政。斯里蘭卡自由黨（SLFP）及其他左翼政黨基本上在國會被剷除，儘管拿下40%的投票。這使泰米爾聯合解放陣線成為在野反對黨。這在斯里蘭卡政治中造成了危險的種族分裂。
上台後，賈亞瓦爾德納指示修改憲法。其結果是1978年的新憲法，極大地改變了斯里蘭卡的政府性質。它取代了以前的西敏寺風格的議會政府，換成以法國為榜樣的新總統制，擴大首席執行官的權力。總統將由直接選舉產生，任期六年，並有權在議會批准下任命總理，並主持內閣會議。賈亞瓦爾德納成為新憲法下的第一位總統，並直接控制了政府機構和政黨。
新政權迎來了一個對斯里蘭卡自由黨不利的時代。賈亞瓦爾德納的統一國民黨政府指控前總理班達拉奈克在1970年至1977年任職期間濫用職權。1980年10月，班達拉奈克參政的特權被取消了七年，斯里蘭卡自由黨被迫尋找新領導人。經過長期而分裂的爭鬥，該黨選擇了她的兒子阿努拉。阿努拉·班達拉奈克（Anura Bandaranaike）很快被任命為父親政治遺產的守護者，但他繼承了一個受派系鬥爭分裂的政黨，在議會中的角色降至最低。
1978年的憲法對泰米爾人的敏感性做出了實質性讓步。雖然泰米爾聯合解放陣線並沒有參與這次修憲，它繼續坐在議會中，希望就泰米爾問題達成解決方案。泰米爾聯合解放陣線還同意賈亞瓦爾德納的黨際會議提案，以解決該島的種族問題。為了確保和平，賈亞瓦爾德納的統一國民黨提供了其他讓步。僧伽羅語仍是全斯里蘭卡的官方語言和行政語言，但泰米爾語則賦予了新的“國語”地位。泰米爾語可以用於許多行政和教育場合。賈亞瓦爾德納還取消了使泰米爾人的大學錄取標準更加困難的統一戰線政府“標準化”政策，從而消除了泰米爾人的主要不滿。此外，他還為泰米爾族的公務員提供了許多高級職位，包括司法部長。
在聯合解放陣線與統一國民黨一起敦促舉行黨際會議時，泰米爾猛虎組織升級了他們的恐怖襲擊，這激起了僧伽羅人對泰米爾人的強烈反對，並普遍排除了任何成功的定案。因應賈夫納警察檢查員被暗殺，賈亞瓦爾德納政府頒布了緊急狀態，並動用了軍隊，他們被給予了使人難以置信的六個月來解除恐怖主義威脅的機會。
政府於1979年通過了《恐怖主義防治條款（臨時）》。該法案原先是一項臨時措施，但後來成為永久性法例。國際法學家委員會、國際特赦組織和其他人權組織都譴責該行為不符合民主傳統。儘管有這個法案，恐怖行為的數量仍在增加。游擊隊開始襲擊具有象徵意義的目標，例如郵局和警察哨所，激起了政府的反擊。隨著越來越多的平民被捲入戰鬥，泰米爾人隨著游擊隊的號召，對“我們的孩子”的支持擴大了。其他大型，裝備精良的團體開始加入泰米爾猛虎解放組織的戰爭。知名度較高的包括泰米爾伊拉姆人民解放組織，泰米爾伊拉姆解放軍和泰米爾伊拉姆解放組織。這些組織都有數百甚至數以千計的軍力。政府聲稱多數的恐怖分子是在印度泰米爾人的納德邦的訓練營中行動。印度政府一再否認這一說法。隨著暴力的升級，談判的可能性變得越來越小。

### 內戰
1983年7月，由於泰米爾猛虎組織利用載有泰米爾人確切地址的選民名單伏擊並殺害了13名斯里蘭卡軍人，引發了社區暴動。泰米爾人社區遭到僧伽羅示威者的強烈反擊，包括商店、房屋的破壞、野蠻的毆打以及賈夫納圖書館的焚毀。有少數僧伽羅人將泰米爾人的鄰居放在家中暫避，保護他們免遭暴亂。在這些騷亂中，政府沒有採取任何行動來控制暴徒。保守的政府估計死亡人數為400，而實際死亡人數約為3000。另外，約有18,000所泰米爾人房屋和另外5,000所房屋被摧毀，有15萬人離開了國家，在加拿大、英國、澳大利亞和其他西方國家形成了泰米爾人散居群。
在2005年11月17日舉行的選舉中，馬欣達·拉賈帕克薩僅以180,000票擊敗拉尼爾·維克勒馬辛哈當選總統。他任命維克勒馬辛哈為總理，曼加拉·薩馬拉維拉為外交部長。與猛虎組織的談判陷入僵局，低強度衝突開始了。暴力事件在2月的會談後減少，但在4月又再升級，衝突一直持續到2009年5月猛虎組織被軍事擊敗為止。
2009年5月18日，斯里兰卡政府宣布击败泰米尔猛虎组织。2009年5月19日，以薩拉特·豐塞卡（Sarah Fonseka）將軍為首的斯里蘭卡軍隊有效地結束了對猛虎組織的長達26年的行動，其軍隊重新奪回了北方省所有由猛虎組織控制的領土，包括基利諾奇（1月2日）、大象走廊（1月9日），最終是整個穆萊蒂武區。
2009年5月22日，斯里蘭卡國防部長戈塔巴雅·拉賈帕克薩確認，自2006年7月以來的第四次伊拉姆戰爭期間，斯里蘭卡武裝部隊有6,261人喪生，29,551人受傷。Udaya Nanayakkara准將補充說，在此期間，約有22,000名猛虎組織戰鬥人員喪生。戰爭造成80000-100000平民死亡。據稱在斯里蘭卡內戰期間，特別是在2009年第四次伊拉姆戰爭階段的最後幾個月裡，斯里蘭卡軍方和反叛的泰米尔伊拉姆猛虎解放组织（泰米爾之虎）都犯下了戰爭罪行。所謂的戰爭罪包括雙方襲擊平民和民用建築；雙方處決戰鬥人員和囚犯；由他們支持的斯里蘭卡軍事和準軍事團體強迫失踪；困在戰區的平民嚴重缺乏食物，藥品和清潔水；以及泰米爾猛虎組織招募童軍。
包括UNROW人權影響訴訟診所（UNROW Human Rights Impact Litigation Clinic）、人權觀察和常設人民法庭在內的幾個國際機構對斯里蘭卡政府提出了對泰米爾人進行種族滅絕的指控。 2013年12月10日，常設人民法庭一致裁定斯里蘭卡犯有針對泰米爾人的種族滅絕罪。

### 经济危机
2010年1月，总统选举结束，馬欣達·拉賈帕克薩获得59%的选票，击败反对派候选人萨拉特·丰塞卡将军。豐塞卡隨後被軍事法庭逮捕並定罪。
在2015年1月的總統選舉中，馬欣達·拉賈帕克薩被共同候選人邁特里帕拉·西里塞納擊敗，而拉賈帕克薩的重返意圖在同年的國會選舉中遭到拉尼爾·維克勒馬辛哈的挫敗。這導致了統一國民黨和斯里蘭卡自由黨之間的聯合政府。
2022年4月1日，鑑於該國發生了數十年來最嚴重的經濟危機，包括境內食物、燃料等必需品嚴重短缺、物價飆漲、斷電等問題，而引發該國各地示威抗議和暴力衝突，總統戈塔巴亞·拉賈帕克薩宣佈全國進入公共緊急狀態。
2022年4月4日，政府宣佈除了總統戈塔巴亞·拉賈帕克薩與其胞兄、現任總理馬欣達（Mahinda Rajapaksa）之外，內閣所有26名部長均宣佈請辭。 為確保國會及其他工作可以合法進行，總統先委任四名內閣成員，其中司法部長阿里薩布里取代忙於處理經濟危機巴西尔·拉贾帕克萨（Basil Rajapaksa）（即總統戈塔巴亞·拉賈帕克薩胞弟）擔任財政部長，外交和教育等三個部門就繼續由原來的部長掌管。總統戈塔巴亞·拉賈帕克薩邀請國內所有政黨合組聯合政府。然而此举依旧未能解决斯国的经济危机，最终于同年7月7日宣布国家破产。7月9日，示威群眾佔領斯里蘭卡總統府，總統拉賈帕克薩逃離首都可倫坡。当天晚些时候，总理拉尼尔·维克勒马辛哈宣布就事件辞职，为党派政府让路。

### 延伸閱讀
- Arsecularatne, S. N, Sinhalese immigrants in Malaysia & Singapore, 1860–1990: History through recollections, Colombo, KVG de Silva & Sons, 1991
- Blake, Henry A. . . London: John Murray. 1905: 707–15.
- Brohier, R. L, The Golden Age of Military Adventure in Ceylon: an account of the Uva Rebellion 1817–1818. Colombo: 1933
- Crusz, Noel, The Cocos Islands Mutiny. Fremantle Arts Centre Press, Fremantle, WA, 2001
- Deraniyagala, Siran, The Prehistory of Sri Lanka; an ecological perspective. (revised ed.), Colombo: Archaeological Survey Department of Sri Lanka, 1992
- Liyanagamage, Amaradasa, The decline of Polonnaruwa and the rise of Dambadeniya. Department of Cultural Affairs, Government Press, Colombo, Sri Lanka. 1968.
- Mills, Lennox A. . Oxford U.P. 1933  [2020-02-09]. ISBN 9780714620190. （原始内容存档于2020-01-27）.
- Peebles, Patrick. . Greenwood. 2006  [2020-02-09]. ISBN 9780313332050. （原始内容存档于2019-12-12）.
- Pieris, Paulus Edward, Ceylon and Hollanders 1658–1796. American Ceylon Mission Press, 1918.
- Pieris, Paulus Edward, Ceylon and the Portuguese 1505–1658. American Ceylon Mission Press, 1920.
- Silva, K. M. de History of Sri Lanka (1982) pp 239–488 complete text online free
- Silva, R. Kumar de, and Willemina G. M. Beumer, Illustrations and Views of Dutch Ceylon, 1602–1796. Serendib Publications, London, 1988.
- Sivasundaram, Sujit. "Ethnicity, Indigeneity, and Migration in the Advent of British Rule to Sri Lanka," American Historical Review (2010) 115#2 pp 428–452.
- Spencer, Jonathan. . Psychology Press. 1990  [2020-02-09]. ISBN 9780203407417. （原始内容存档于2019-12-11）.
- The Betrayal of Buddhism: An Abridged Version of the Report of the Buddhist Committee of Inquiry （页面存档备份，存于） 1956:124 pages